# Logaritam
Logaritam nekog pozitivnog realnog broja x u nekoj bazi b je broj y kojim se treba potencirati bazu da bi dobili zadanu vrijednost x.
Što pišemo na sljedeći način:
{\displaystyle {\text{ ako je }}x=b^{y},{\text{ onda je }}y=\log _{b}(x)\,.}
Primjeri logaritama brojeva po bazi 10:
{\displaystyle \log _{10}(10)=log_{10}(10^{1})=1\,.}
{\displaystyle \log _{10}(100)=log_{10}(10^{2})=2\,.}
{\displaystyle \log _{10}(1.000)=log_{10}(10^{3})=3\,.}
{\displaystyle \log _{10}(10.000)=log_{10}(10^{4})=4\,.}
Negativni logaritam se piše kao n = −logb x; primjer njegove uporabe je u kemiji gdje predstavlja koncentraciju protona (pH).
Antilogaritam se koristi da označi funkciju inverznu logaritmu (eksponencijalna funkcija, odnosno stupnjevanje). Piše se kao antilogb(n) i znači isto što i bn.
Dvostruki logaritam je inverzna funkcija dvostruke eksponencijalne funkcije. Superlogaritam ili hiperlogaritam je inverzna funkcija supereksponencijalne funkcije. Superlogaritam za x raste sporije i od dvostrukog logaritma za veliko x.
Diskretni logaritam se spominje u teoriji konačnih grupa. Vjeruje se da je za neke konačne grupe diskretni logaritam vrlo teško izračunati, dok je diskretne eksponencijale vrlo lako izračunati. Ova asimetrija ima primjene u kriptografiji.

## Povijest
Jost Birgi, švicarski proizvođač satova je prvi primijetio logaritme. Metodu prirodnog logaritma je prvi predložio 1614 John Napier u svojoj knjizi Mirifici Logarithmorum Canonis Descriptio. Ova metoda doprinijela je napretku znanosti, a posebno astronomiji, čineći neke teške računice mogućim. Sve do uporabe računala u znanosti, ova metoda je korištena u svim granama praktične matematike. Pored svoje uporabe u računima, logaritmi su popunili važno mjesto u višoj, teorijskoj matematici.
U početku, Napier je logaritme zvao "umjetnim brojevima", a antilogaritme "prirodnim brojevima". Kasnije, Napier je stvorio riječ logaritam, zvučnu kovanicu koja je trebala označiti odnos: λoγoς (logos) i αριθμoς (arithmos) što predstavlja broj. Termin antilogaritam je uveden pred kraj 17. stoljeća i, iako se nikada nije pretjerano koristio u matematici, postojao je u tablicama dok nije izašao iz uporabe.

## Logaritamske operacije
{\displaystyle \log _{b}(x\cdot y)=\log _{b}(x)+\log _{b}(y)\!\,} 

{\displaystyle \log _{b}\!\left({\begin{matrix}{\frac {x}{y}}\end{matrix}}\right)=\log _{b}(x)-\log _{b}(y)}

{\displaystyle \log _{b}(x^{y})=y\log _{b}(x)\!\,}

{\displaystyle \log _{b}\!\left(\!{\sqrt[{y}]{x}}\right)={\begin{matrix}{\frac {\log _{b}(x)}{y}}\end{matrix}}}

## Ukidanje eksponenta
{\displaystyle b^{\log _{b}(x)}=x} 

{\displaystyle \log _{b}(b^{x})=x\!\,}

## Promjena osnove
{\displaystyle \log _{a}b={\log _{c}b \over \log _{c}a}}

## Prirodni logaritam
Logaritam po bazi e (Eulerov broj) zovemo prirodnim logaritmom i pišemo kao ln umjesto log.
{\displaystyle \ln(e^{3})=3\,.} tj.--> 3 x lne = 3 x 1 = 3